# Фицпатрик, Лесли
Лесли Фицпартик (англ. Leslie Fitzpatrick; род. 11 ноября 1978, Порт-оф-Спейн) — тринидадский футболист.

## Клубная карьера
Выступал на позиции крайнего защитника и полузащитника. На серьезном уровне футболом занялся в Колумбийском университете в США, где он выступал за студенческую команду. Постепенно Фицпатрику удалось обратить на себя внимание американских профессиональных команд. Преодолев низшие дивизионы, тринидадец попал в MLS. Там он провел один сезон в клубе «Реал Солт-Лейк». Футболисту не удалось закрепиться на высоком уровне, и вскоре он вернулся на родину. Завершал свою команду Фицпатрик в тринидадских коллективах.

## Сборная
За сборную Тринидада и Тобаго игрок дебютировал в 2004 году. В первом же своем матче он забил в ворота сборной Сент-Винстента и Гренадин в отборочной встрече к чемпионату мира по футболу. Через некоторое время он стал одним из основных её футболистов. Однако в 2006 году Фицпатрик потерял место в составе национальной команде из-за чего он в её составе не поехал на мундиаль в Германии. Свой последний матч за тринидадцев он провёл в январе 2007 года. Всего за сборную Лесли Фицпатрик провёл 26 игр и забил один гол.